# Sankt Peter-Freienstein
Sankt Peter-Freienstein, St. Peter-Freienstein – gmina targowa w Austrii, w kraju związkowym Styria, w powiecie Leoben. Liczy 2379 mieszkańców (1 stycznia 2015).